# Bulbophyllum nitidum
Bulbophyllum nitidum är en orkidéart som beskrevs av Rudolf Schlechter. Bulbophyllum nitidum ingår i släktet Bulbophyllum och familjen orkidéer. Inga underarter finns listade i Catalogue of Life.

## Bildgalleri

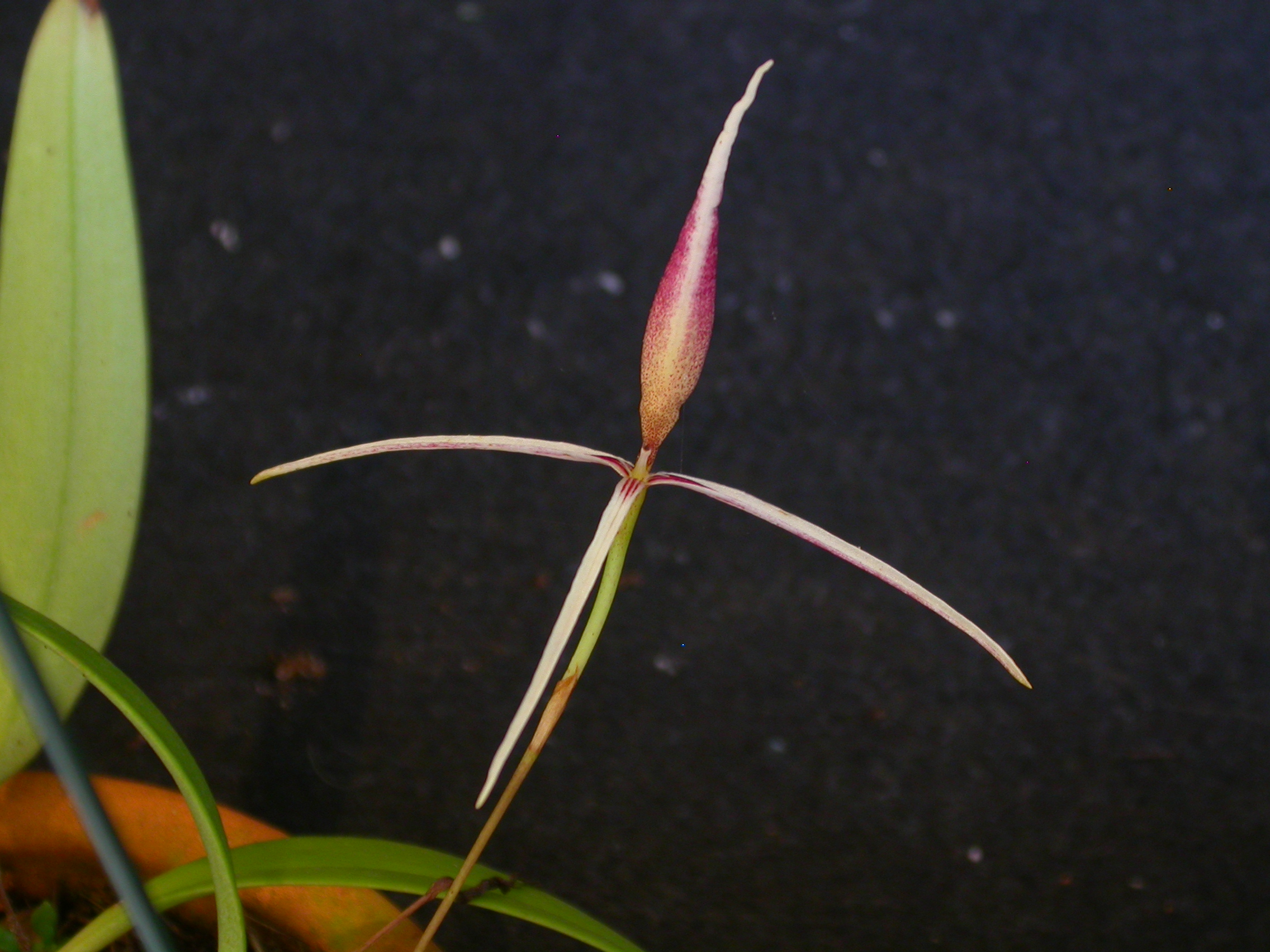
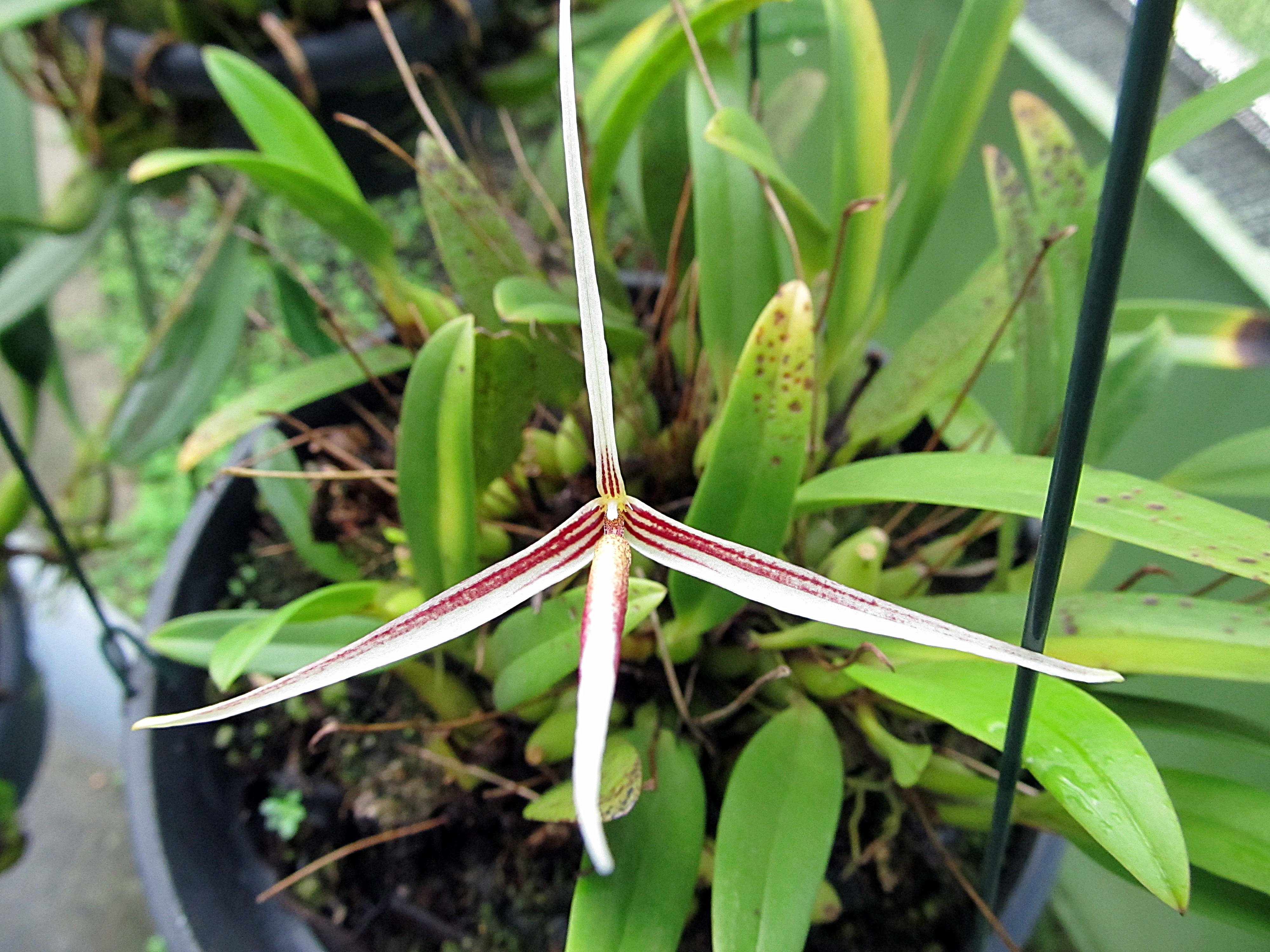